# Sevilla-Atlético
Sevilla Atlético este un club de fotbal din Andaluzia.

## Jucători

### Echipa curentă
| Nr. |        | Poziție | Jucător         |
| --- | ------ | ------- | --------------- |
| 1   | Spania | P       | Dani Jiménez    |
| 2   | Spania | F       | Morales         |
| 3   | Spania | F       | Samu            |
| 4   | Spania | F       | Atienza         |
| 5   | Spania | F       | Israel          |
| 6   | Spania | M       | Juan Guerra     |
| 7   | Spania | M       | Jairo Caballero |
| 8   | Spania | M       | Jozabed         |
| 9   | Spania | A       | Jairo Morilla   |
| 10  | Spania | M       | Hugo            |
| 11  | Spania | A       | Alfaro          |
| 13  | Spania | P       | Julián          |
| 14  | Spania | A       | Luis Alberto    |
| 15  | Spania | F       | Deivid          |

| Nr. |         | Poziție | Jucător         |
| --- | ------- | ------- | --------------- |
| 16  | Spania  | F       | Tomás Girón     |
| 17  | Spania  | A       | Tano            |
| 18  | Spania  | M       | Alberto         |
| 19  | Spania  | M       | Salva           |
| 20  | Japonia | A       | Hiroshi Ibusuki |
| 21  | Spania  | F       | Chuchi          |
| 22  | Spania  | M       | Alejandro       |
| 23  | Spania  | M       | Melo            |
| 24  | Spania  | M       | Boris           |
| 25  | Spania  | P       | Sergio Rico     |
| 26  | Spania  | F       | Marco           |
| 27  | Spania  | M       | Luismi          |
| 28  | Spania  | A       | Juanfran        |
| 29  | Spania  | M       | Cotán           |

## Sezon după sezon
| Season  | Division | Place | Copa del Rey |
| ------- | -------- | ----- | ------------ |
| 1960/61 | 3ª       | 1st   |              |
| 1961/62 | 3ª       | 1st   |              |
| 1962/63 | 2ª       | 15th  |              |
| 1963/64 | 3ª       | 7th   |              |
| 1964/65 | 3ª       | 5th   |              |
| 1965/66 | 3ª       | 2nd   |              |
| 1966/67 | 3ª       | 3rd   |              |
| 1967/68 | 3ª       | 2nd   |              |
| 1968/69 | 3ª       | 5th   |              |
| 1969/70 | 3ª       | 5th   |              |
| 1970/71 | 3ª       | 5th   |              |
| 1971/72 | 3ª       | 12th  |              |
| 1972/73 | 3ª       | 20th  |              |
| 1973/74 | Regional | —     |              |
| 1974/75 | Regional | —     |              |
| 1975/76 | Regional | —     |              |
| 1976/77 | 3ª       | 10th  |              |
| 1977/78 | 2ªB      | 13th  |              |
| 1978/79 | 2ªB      | 6th   |              |

| Season  | Division | Place | Copa del Rey          |
| ------- | -------- | ----- | --------------------- |
| 1979/80 | 2ªB      | 18th  |                       |
| 1980/81 | 3ª       | 1st   |                       |
| 1981/82 | 3ª       | 3rd   |                       |
| 1982/83 | 3ª       | 1st   |                       |
| 1983/84 | 3ª       | 1st   |                       |
| 1984/85 | 3ª       | 3rd   |                       |
| 1985/86 | 3ª       | 1st   |                       |
| 1986/87 | 3ª       | 1st   |                       |
| 1987/88 | 2ªB      | 12th  |                       |
| 1988/89 | 2ªB      | 2nd   |                       |
| 1989/90 | 2ªB      | 3rd   |                       |
| 1990/91 | 2ªB      | 18th  | Banned (Reserve team) |
| 1991/92 | 3ª       | 1st   | Banned (Reserve team) |
| 1992/93 | 2ªB      | 7th   | Banned (Reserve team) |
| 1993/94 | 2ªB      | 14th  | Banned (Reserve team) |
| 1994/95 | 2ªB      | 7th   | Banned (Reserve team) |
| 1995/96 | 2ªB      | 7th   | Banned (Reserve team) |
| 1996/97 | 2ªB      | 9th   | Banned (Reserve team) |
| 1997/98 | 2ªB      | 11th  | Banned (Reserve team) |

| Season  | Division | Place | Copa del Rey          |
| ------- | -------- | ----- | --------------------- |
| 1998/99 | 2ªB      | 2nd   | Banned (Reserve team) |
| 1999/00 | 2ªB      | 19th  | Banned (Reserve team) |
| 2000/01 | 3ª       | 1st   | Banned (Reserve team) |
| 2001/02 | 2ªB      | 11th  | Banned (Reserve team) |
| 2002/03 | 2ªB      | 10th  | Banned (Reserve team) |
| 2003/04 | 2ªB      | 3rd   | Banned (Reserve team) |
| 2004/05 | 2ªB      | 1st   | Banned (Reserve team) |
| 2005/06 | 2ªB      | 3rd   | Banned (Reserve team) |
| 2006/07 | 2ªB      | 1st   | Banned (Reserve team) |
| 2007/08 | 2ª       | 9th   | Banned (Reserve team) |
| 2008/09 | 2ª       | 22nd  | Banned (Reserve team) |
| 2009/10 | 2ªB      | 15th  | Banned (Reserve team) |
| 2010/11 | 2ªB      | 2nd   | Banned (Reserve team) |
| 2011/12 | 2ªB      | —     |                       |

- 3 seasons in Segunda División
- 23  seasons in Segunda División B
- 22 seasons in Tercera División
- 3 seasons in Categorías Regionales

## Jucători notabili
Players in bold have been capped at full international level.
| - Pablo Malinarich - Lauren - Teemu Pukki - Mark van den Boogaart - Hélio Pinto - Winde Samb - Abel - Antoñito - Dani Bautista - Bruno - Diego Capel - Francisco Gallardo - Jesús Galván - Kepa - Jorge Luque | - Alejandro Marañón - Carlos Marchena - Jesús Navas - Marco Navas - Antonio Puerta - Sergio Ramos - José Antonio Reyes - Salva - José Manuel Serrano - Luis Tevenet - Fernando Vega - Juan Velasco - Yordi |

## Antrenori notabili
- Manolo Jiménez
- Diego Rodríguez